# Silsilay
Silsilay (dosł. "Romans", ang. "Affairs of the Heart", niem. "Silsiilay...Was Frauen wollen") to bollywoodzki dramat z  2005 roku wyreżyserowany przez Khalid Mohammeda, autora takich filmów jak Tehzeeb 2003, Fiza 2001, nominowanego za scenariusz do filmu Zubeidaa. W rolach głównych występuje wiele pięknych kobiet: Tabu, Bhoomika Chawla, Riya Sen, Celina Jaitley, Natassha, Divya Dutta. Role męskie odgrywają Rahul Bose, Jimmy Shergill, Ashmit Patel, Kay Kay Menon. Shahrukh Khan występuje gościnnie w roli narratora filmu, łącząc swoją osobą kilka oddzielnych historii miłosnych.

## Fabuła

### Historia 1
Zia Rao (Bhoomika Chawla) przyjechała z Hajdarabadu, aby po pierwszych sukcesach w południowych Indiach zrobić karierę w bollywoodzkich filmach Mumbaju. Udało jej się oderwać od despotycznej matki. Żyje w Mumbaju mając to wszystko, co to miasto obiecuje: sławę, bogactwo, wolność, zabawę. Ale jest nieszczęśliwa. Po 3 latach opuszcza ją mężczyzna, którego kocha. Neel (Rahul Bose) zazdrosny o jej spotkania na planie z innymi mężczyznami, niezadowolony z jej statusu aktorki, znalazł sobie kobietę, z którą liczy na stabilizację, na założenie rodziny. Zrozpaczona Zia śledzi go. Zaprasza na pożegnalne spotkanie, podczas którego chce mu podarować kasetę. Mógłby na niej zobaczyć swoją Nanditę kochająca się z kimś innym. Ale nie daje jej. Pożegnanie okazuje się pełnym czułości i smutku zbliżeniem, po którym Zia ma nadzieję, że Neel odchodząc zostawił w niej swoje dziecko.

### Historia 2
Anushka Verma (Riya Sen) porzuciła Dehradun odmawiając aranżowanego małżeństwa. Skończywszy college z bardzo dobrymi wynikami chce czegoś więcej. Liczy, że znajdzie to właśnie w Mumbaju. Praca w dużej firmie daje jej pozycję społeczna. Teraz szuka kogoś, kto wypełniłby uczuciem pustkę jej serca. Nie zauważając niemej miłości Taruna (Jimmy Shergill), kolegi z pracy daje się uwieść czułym słówkom Nikhila (Ashmit Patel), playboya zaliczającego kolejne dziewczyny.

### Historia 3
Rehana Ahmedhoy (Tabu) nie może się odnaleźć w Mumbaju. Opuściła dom rodziców w Surat, aby zamieszkać u boku Anwara Abhmedbhoya (Kay Kay Menon). Jako jego trzecia żona. Anwar często nieobecny. Zapracowany. Zajęty innymi kobietami. Ona zdaje się tego nie widzieć. Niezrażona jego opryskliwością, lekceważeniem jej, czeka na niego stęskniona. Samotna. Płacząca przy starych filmach bollywoodzkich. Świadkiem jej samotności, upokorzeń jest Inayat (Karan Panthaky), milczący nastolatek, syn Anwara z poprzedniego małżeństwa. Zakochany w niej bez pamięci.

## MotywyBollywoodu
- Zia opiekuje się swoją młodszą siostra licząc, że przynajmniej ona ułoży sobie życie szczęśliwie zakochana i poślubiona. Dia martwi się o Zię, płacze, gdy Neel ją opuszcza, boi się, aby sobie nic nie zrobiła z rozpaczy. Interweniuje w jej życie, bez jej wiedzy zanosząc Neelowi kasetę kompromitującą Nanditę. Próbuje mu pomóc zrozumieć siostrę. Motyw miłości sióstr także m.in. w – 15 Park Avenue, Bewafaa, Vivah, Saathiya, Yaadein, Tehzeeb, Dil Hai Tumhaara, Czasem słońce, czasem deszcz, Chup Chup Ke, Bride and Prejudice, Dushman, Phir Milenge, Kuch Khatti Kuch Meethi, Laaga Chunari Mein Daag.
- Bohaterowie wszystkich trzech historii żyją w Mumbaju. Zia, Anooshka, Rehana przyjechały z różnych części Indii licząc, że to miasto da im szczęście. Neel do Nandity patrząc z góry na morze i światła Marine Drive mówi, że to miasto "pulsuje, żyje, jakby go całowało". Planuje z nią obejrzenie w teatrze sztuki Naseeruddin Shaha. Ten sam widok już go nie cieszy, gdy opuściwszy Zię, rozczarowuje się w Nandicie. Mumbaj jest też tłem m.in. -Shootout at Lokhandwala, Bhoot, No Smoking, Company, Dil Hi Dil Mein, Laaga Chunari Mein Daag, Life in a... Metro, Chameli, Chaahat, Ghulam, Saathiya, Mann, Being Cyrus, Dushman, Chalte Chalte, Mere Yaar Ki Shaadi Hai, Tumko Na Bhool Paayenge, Taxi Number 9211, Bombay, Black Friday, Sarkar, Lajja, Hungama, Fiza, Hum Tum, My Bollywood Bride, Aap Ki Khatir, czy Moksha: Salvation.
- Neeal zdradza Zię. Anwar Rehanę. Nikhil Anooshkę. Związki między tymi ludźmi w Mumbaju wydają się łatwe do zerwania. Motyw zdrady też m.in. w – Nigdy nie mów żegnaj, Bewafaa, Masti, No Entry, Biwi No.1, Wiem, czym jest miłość, Deszcz, No Entry, Zeher, Aashiq Banaya Aapne, Aitraaz Aksar, Shabd.
- Inayat, nastolatek kocha swoją macochę Rehanę. Nie chce widzieć jej żyjącej w kłamstwie, upokarzanej zdradami jego ojca. Motyw miłości mimo różnicy wieku też m.in. w – Cichy, Cheeni Kum, Black, Lucky: No Time for Love.
- Anooshka porzuca swoją rodzinę, plany aranżowanego małżeństwa, aby w Mumbaju robić karierę w firmie. Jej polująca na mężczyzn współlokatorka uczy ją cieszenia się wolnością, odrzucenia "staroświeckiego" przywiązania do dziewictwa, szukania przyjemności w zabawie mężczyznami. Zia chce od Neela dziecka bez małżeństwa. Preety waha się przed małżeństwem z Anwarem, bo mogłoby jej przeszkodzić w karierze. Rehana odchodzi od zdradzającego ją męża. Motyw emancypacji kobiet też m.in. w – Aaja Nachle, Lajja, Swades, Deszcz, Paheli, Honeymoon Travels Pvt. Ltd., Deszcz.
- Rehana jako dziennikarka przeprowadza wywiad z przygnębioną odejściem Neela aktorką Zią. Odszedłszy od zdradzającego męża wiezie ją rodzącą do szpitala. Romansująca z Anwarem Preety pociesza Nanditę po jej rozstaniu się z Neelem. Losy bohaterów trzech historii krzyżują się ze sobą w Mumbaju. Motyw splotu kilku historii też m.in. w – Life in a... Metro, Salaam-e-Ishq: A Tribute To Love, Honeymoon Travels Pvt. Ltd., Hattrick, Yuva.
- Zia marzy o dziecku, którego ojcem będzie Neel. Nawet jeśli odejdzie od niej. Dziecko tworzy między nimi nawet po rozstaniu więź nie do zerwania. Oboje są jego rodzicami. Na zawsze. Motyw ciąży też m.in. w – Salaam Namaste, Lajja, czy Pinjar.

## Obsada
- Tabu (aktorka) – Rehana
- Bhoomika Chawla – Zia Rao
- Riya Sen – Anushka
- Celina Jaitley – Preeti
- Natassha – Piya
- Divya Dutta – Diya
- Rahul Bose – Neel
- Jimmy Shergill – Tarun
- Ashmit Patel – Nikhil
- Kay Kay Menon – Anwar
- Karan Panthaky – Inayat
- Shahrukh Khan	– narrator

## Piosenki
Autorem muzyki jest Himesh Reshammiya.
- Ban Jaiye
- Meri Jaan
- Ahista Ahista
- Jab Jab Dil Mile
- Meri Chandi Tu
- Tere Liye Mere
- Belibaas